# Río Lim
El río Lim (montenegrino y serbio: Лим, Lim) es un río que recorre Montenegro, Albania, Serbia y Bosnia y Herzegovina. Tiene 220 km de largo, es el afluente por la derecha, y el más margo, del Drina.

## Montenegro y Serbia
El Lim nace debajo del pico Maglić en la zona de Kuči de Montenegro oriental, muy cerca de la frontera albanesa, bajo el nombre de Vrmoša. Su fuente está sólo a unos pocos kilómetros de la fuente del río Tara, pero los dos ríos van luego en direcciones opuestas: el Tara al noroeste y el Vrmoša al este, y después de sólo unos pocos kilómetros cruza Albania (albanés, Lumi i Vermoshit). Pasando a través de los montes Prokletije y el pueblo de Vermosh, vuelve a entrar en Montenegro bajo el nombre de Grnčar. Recibe la corriente del Vruje desde la derecha en Gusinje, continúa como Ljuča durante unos pocos kilómetros más cuando se vacía en el lago Plav, creando un pequeño delta. Sale del lago hacia el norte, cerca de la alta montaña Visitor, bajo el nombre de Lim durante los restantes 197 km. Atraviesa Murino, continua en líneas generales hacia el norte a través de las regiones de Vasojevići, Gornji Kolašin, Donji Kolašin y Komarani, la garganta de Tivran y las ciudades de Andrijevica, Berane, Bijelo Polje, Resnik y Nedakusi, entrando en Serbia entre los pueblos de Dobrakovo y Gostun. Recibe los afluentes por la derecha de Lješnica (entre los pueblos de Poda y Skakavac) y Bistrica (cerca de la frontera) y el afluente por la izquierda de Ljuboviđa, cerca de Bijelo Polje.

## Serbia y Bosnia-Herzegovina

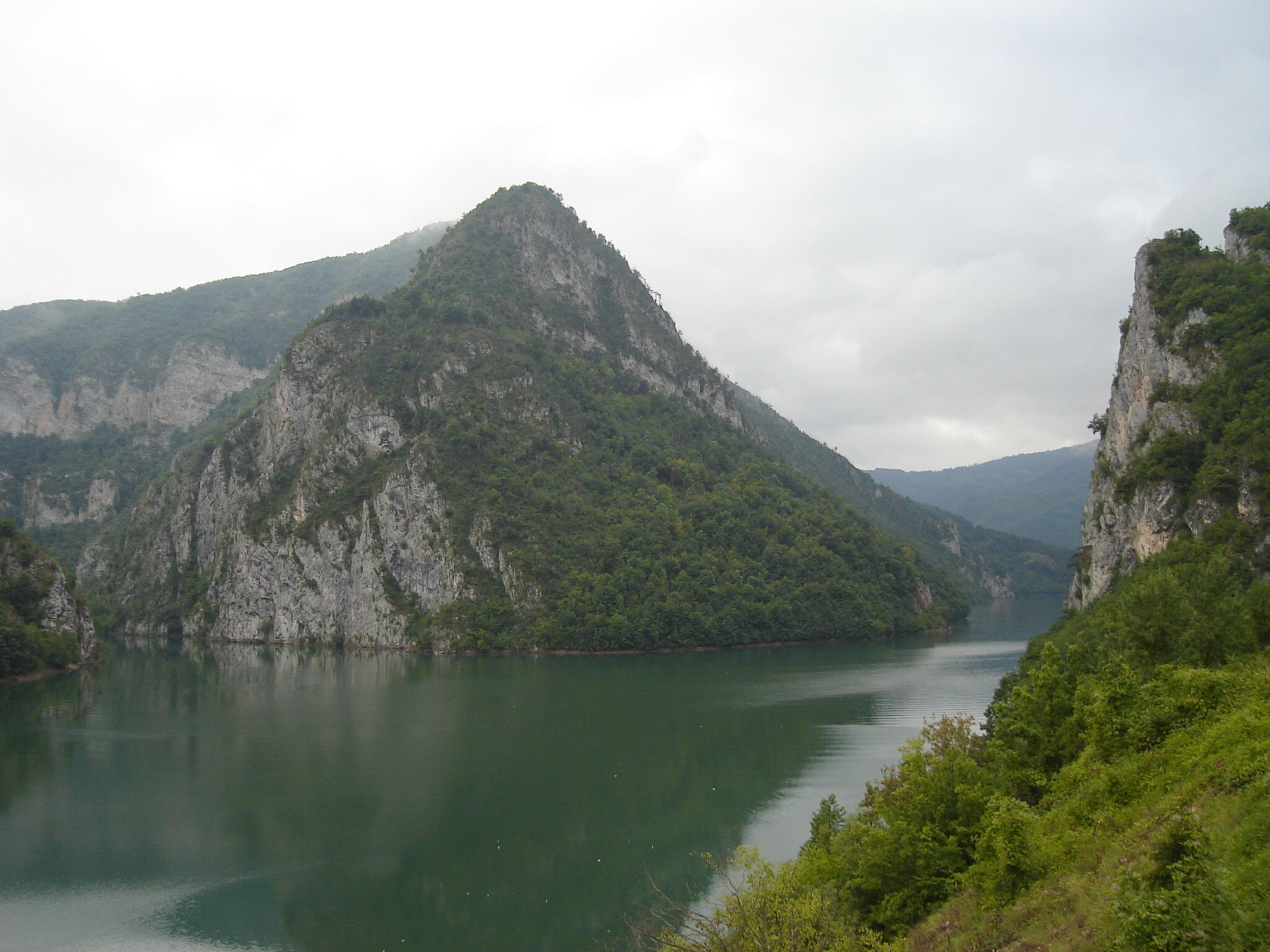
Desembocadura del Lim

En la región fronteriza, el Lim excavó una larga garganta Kumanička klisura, entre las montañas de Lisa (en Montenegro) y Ozren (en Serbia). Lim continúa entre las montañas de Jadovnik, Pobijenik y Zlatar, y atraviesa la parte septentrional de la región de Sandžak (u óblast de Raška). Corriente arriba de Priboj, el río está represada por la planta hidroeléctrica "Potpeć", creando un lago artificial, el Potpeć. Los pueblos de Garčanica y Lučice y las ciudades de Brodarevo, Prijepolje, Pribojska Banja y Priboj. Después de Priboj gira en dirección noroeste y entra en Bosnia y Herzegovina, pero solo durante unos pocos kilómetros cuando fluye de nuevo hacia Serbia y luego de nuevo a Bosnia en Rudo. En Bosnia y Herzegovina, Lim atraviesa las montañas de Bič, Javorje y Vučevica desde el sur, y la montaña Varda desde el norte, antes de desembocar en el Drina cerca del pueblo de Međeđa. La sección inferior del río es inundada por el artificial lago Višegrad, creada por la planta hidroeléctrica de Višegrad sobre el Drina.